# Ann-Marie MacDonald
Ann-Marie MacDonald (Baden-Baden, 29 de octubre de 1958) es una dramaturga, escritora, actriz y presentadora de televisión canadiense. Es conocida por obras literarias como la novela Fall on Your Knees (1996) y la obra teatral Goodnight Desdemona (Good Morning Juliet) (1988).

## Biografía
MacDonald es hija de un miembro del ejército de Canadá y nació el 29 de octubre de 1958 en una base de la fuerza aérea cerca de la ciudad de Baden-Baden, en Alemania Occidental. Es de ascendencia parcialmente libanesa del lado de su madre.
Recibió el Premio del Gobernador General de Drama, el Premio Teatral Canadiense Floyd S. Chalmers, y el Premio de Drama de la Asociación de Autores Canadienses por su obra de teatro Goodnight Desdemona (Good Morning Juliet) (1988).
Su primera novela, Fall on Your Knees (1996), ganó el Premio de Escritores de la Commonwealth Foundation en la categoría mejor primer libro y fue finalista del Premio Giller. Fue además seleccionada para el Club de lectura de Oprah Winfrey en enero de 2002.
En su faceta como presentadora de televisión, MacDonald presentó la serie documental Life and Times, de la cadena telivisiva CBC, durante siete temporadas. También presentó el programa documental insignia de CBC, Doc Zone, durante ocho años.
Su novela de 2003, The Way the Crow Flies, se inspiró en parte en el caso de Steven Truscott. Su siguiente novela, Adult Onset, se publicó en 2014 y fue traducida a cinco idiomas, mientras que su cuarta novela, Fayne, se publicó en 2022.
En 2008, MacDonald recibió un doctorado honoris causa en humanidades por la Universidad de Windsor.
En diciembre de 2018, fue nombrada Oficial de la Orden de Canadá, en reconocimiento a "sus contribuciones multifacéticas a las artes en Canadá y por su defensa de los derechos LGBTQ+ y de las mujeres".
MacDonald está casada con la dramaturga y directora de teatro canadiense Alisa Palmer.

## Obras

### Teatro
- This is For You, Anna (1983), obra colaborativa
- Nancy Drew, The Case of the Missing Mother (1984), coescrita con Beverley Cooper
- Clue in the Fast Lane (1985), coescrita con Beverley Cooper
- Goodnight Desdemona (Good Morning Juliet) (1988)
- The Arab's Mouth (1990)
- Nigredo Hotel (1992), libreta de ópera
- The Attic, the Pearls and Three Fine Girls (1995), coescrita con Jennifer Brewin, Martha Ross, Leah Cherniak y Alisa Palmer
- Anything That Moves (2000), obra musical
- Belle Moral (2005), nueva versión de The Arab's Mouth

### Novelas
- Fall on Your Knees (1996)
- The Way the Crow Flies (2003)
- Adult Onset (2014)
- Fayne (2022)